# سیلتز (اورگن)
سیلتز (به انگلیسی: Siletz) شهری در شهرستان لینکلن ایالت اورگن است و در سرشماری سال ۲۰۱۱ میلادی، ۱٬۲۱۲ نفر جمعیت داشته که نسبت به سال ۲۰۱۰، −۰٫۱۷ درصد رشد جمعیت داشته‌است.